# Khoun Laboravy
Khoun Laboravy (sinh ngày 25 tháng 8 năm 1988 ở Kampong Cham, Campuchia) là một cầu thủ bóng đá thi đấu cho Boeung Ket ở Giải bóng đá vô địch quốc gia Campuchia. Anh thi đấu ở vị trí tiền đạo tại câu lạc bộ và đội tuyển quốc gia. Anh là đội trưởng của cả Boeung Ket và Campuchia. Gia nhập câu lạc bộ năm 2014, anh giúp câu lạc bộ 2 lần vô địch Metfone Giải bóng đá vô địch quốc gia Campuchia, năm 2016 và 2017.

## Sự nghiệp
Sau khi trải qua 6 năm với câu lạc bộ ở Svay Rieng Preah Khan Reach Svay Rieng FC, Boravy đến Boeung Ket FC năm 2015, nơi anh được trao băng đội trưởng và 2 lần vô địch Giải bóng đá vô địch quốc gia Campuchia.
Đầu năm 2018 Boravy liên kết với câu lạc bộ Thái Lan Ratchaburi Mitr Phol F.C., nơi anh được mời thử việc dài hạn. Nhưng sau sự quan sát của người hâm mộ và truyền thông, câu lạc bộ ký hợp đồng với tiền đạo Philippines Mark Hartmann khi đó còn là cầu thủ tự do, sau khi bị Ubon UMT United F.C. giải phóng.

## Bàn thắng quốc tế
Tỉ số và kết quả liệt kê bàn thắng của Campuchia trước.
| #   | Ngày                 | Địa điểm                                                                               | Đối thủ     | Tỉ số | Kết quả | Giải đấu                                     |
| --- | -------------------- | -------------------------------------------------------------------------------------- | ----------- | ----- | ------- | -------------------------------------------- |
| 1.  | 9 tháng 2 năm 2011   | Sân vận động Olympic Phnôm Pênh, Phnôm Pênh, Campuchia                                 | Ma Cao      | 3–0   | 3–1     | Cúp Challenge AFC 2012 qualification         |
| 2.  | 29 tháng 6 năm 2011  | Sân vận động Olympic Phnôm Pênh, Phnôm Pênh, Campuchia                                 | Lào         | 1–1   | 4–2     | Vòng loại giải vô địch bóng đá thế giới 2014 |
| 3.  | 12 tháng 10 năm 2014 | Sân vận động Quốc gia Lào mới, Viêng Chăn, Lào                                         | Lào         | 1–2   | 2–3     | Vòng loại AFF Suzuki Cup 2014                |
| 4.  | 17 tháng 11 năm 2014 | Sân vận động Yishun, Yishun, Singapore                                                 | Singapore   | 1–1   | 2–4     | Giao hữu                                     |
| 5.  | 17 tháng 11 năm 2014 | Sân vận động Yishun, Yishun, Singapore                                                 | Singapore   | 2–2   | 2–4     | Giao hữu                                     |
| 6.  | 12 tháng 3 năm 2015  | Sân vận động Olympic Phnôm Pênh, Phnôm Pênh, Campuchia                                 | Ma Cao      | 3–0   | 3–0     | Vòng loại giải vô địch bóng đá thế giới 2018 |
| 7.  | 2 tháng 6 năm 2015   | Sân vận động Olympic Phnôm Pênh, Phnôm Pênh, Campuchia                                 | Lào         | 1–0   | 1–1     | Giao hữu                                     |
| 8.  | 29 tháng 5 năm 2016  | Sân vận động Olympic Phnôm Pênh, Phnôm Pênh, Campuchia                                 | Đông Timor  | 2–0   | 2–0     | Giao hữu                                     |
| 9.  | 14 tháng 1 năm 2017  | Sân vận động Thành phố Thể thao Zayed, Abu Dhabi, Các Tiểu vương quốc Ả Rập Thống nhất | Ả Rập Xê Út | 1–0   | 2–7     | Giao hữu                                     |
| 10. | 22 tháng 3 năm 2017  | Sân vận động Olympic Phnôm Pênh, Phnôm Pênh, Campuchia                                 | Ấn Độ       | 1–1   | 2–3     | Giao hữu                                     |
| 11. | 21 tháng 3 năm 2018  | Sân vận động Quốc gia Lào mới, Viêng Chăn, Lào                                         | Lào         | 1–0   | 1–0     | Giao hữu                                     |
| 12. | 27 tháng 3 năm 2018  | Sân vận động Pamir, Dushanbe, Tajikistan                                               | Afghanistan | 1–2   | 1–2     | Vòng loại Cúp bóng đá châu Á 2019            |

## Danh hiệu

### Câu lạc bộ
Svay Rieng
- Giải bóng đá vô địch quốc gia Campuchia: 2013
- Hun Sen Cup: 2011, 2012

Boeung Ket Angkor
- Giải bóng đá vô địch quốc gia Campuchia: 2016,2017
- Mekong Club Championship 2015: Á quân

### Cá nhân
- Chiếc giày vàng Giải bóng đá vô địch quốc gia Campuchia: 2013
- Chiếc giày vàng Hun Sen Cup: 2011, 2012, 2014, 2017